# Crissolo
Crissolo är en ort och kommun i provinsen Cuneo i regionen Piemonte i Italien. Kommunen hade 165 invånare (2018).